# Зенинское сельское поселение
Зенинское сельское поселение — муниципальное образование в составе Вейделевского муниципального района Белгородской области Российской Федерации.
Административный центр — село Зенино.

## История
Зенинское сельское поселение образовано 20 декабря 2004 года в соответствии с Законом Белгородской области № 159.

## Население
| 2010  | 2011  | 2012  | 2013  | 2014  | 2015  | 2016  | 2017  | 2018  |
| ----- | ----- | ----- | ----- | ----- | ----- | ----- | ----- | ----- |
| 1416  | ↘1407 | ↘1356 | ↘1325 | ↘1297 | ↘1292 | ↘1259 | ↘1234 | ↘1229 |
| 2019  | 2020  | 2021  |       |       |       |       |       |       |
| ↘1183 | ↗1192 | ↗1392 |       |       |       |       |       |       |

## Состав сельского поселения
| № | Населённый пункт | Тип населённого пункта       | Население |
| - | ---------------- | ---------------------------- | --------- |
| 1 | Брянские Липяги  | хутор                        | ↘238      |
| 2 | Зенино           | село, административный центр | ↘582      |
| 3 | Кандабарово      | хутор                        | ↗95       |
| 4 | Нехаевка         | хутор                        | ↗153      |
| 5 | Саловка          | село                         | ↘348      |

## Местное самоуправление
Глава сельского поселения — Бескишко Николай Григорьевич